# Krokevatten
Krokevatten är en sjö i Orusts kommun i Bohuslän och ingår i Göta älv-Bäveåns kustområde. Sjön är 11 meter djup, har en yta på 0,0888 kvadratkilometer och är belägen 69,2 meter över havet. Vid provfiske har abborre och mört fångats i sjön.

## Delavrinningsområde
Krokevatten ingår i det delavrinningsområde (645361-124844) som SMHI kallar för Mynnar i havet. Medelhöjden är 54 meter över havet och ytan är 21,51 kvadratkilometer. Det finns inga avrinningsområden uppströms utan avrinningsområdet är högsta punkten. Avrinningsområdets utflöde Strane å mynnar i havet. Avrinningsområdet består mestadels av skog (29 procent), öppen mark (36 procent) och jordbruk (33 procent). Avrinningsområdet har 0,08 kvadratkilometer vattenytor vilket ger det en sjöprocent på 0,1 procent.